# Buitreraptor
Buitreraptor – rodzaj teropoda z rodziny dromeozaurów (Dromaeosauridae), podrodziny Unenlagiinae. Żył w późnej kredzie na terenach współczesnej Ameryki Południowej. Gatunek typowy rodzaju, Buitreraptor gonzalezorum, został opisany w 2005 roku przez Petera Makovicky'ego i współpracowników w oparciu o niemal kompletny szkielet, jednak z wieloma kośćmi uszkodzonymi przez padlinożerców (MPCA 245), odkryty w datowanych na cenoman–turon osadach warstw La Buitrera w formacji Candeleros, na terenie argentyńskiej prowincji Río Negro. W pobliżu odnaleziono drugi szkielet należący prawdopodobnie do buitreraptora, a także szczątki innych kręgowców, w tym dinozaurów. Nazwa Buitreraptor pochodzi od warstw La Buitrera, w których odnaleziono holotyp, oraz łacińskiego słowa raptor („rabuś”). Nazwa gatunkowa gatunku typowego, gonzalezorum, honoruje braci Fabiána i Jorge Gonzálezów, którzy przez wiele lat uczestniczyli w wykopaliskach w La Buitrera i odkryli holotyp buitreraptora.
Od innych teropodów odróżniała buitreraptora unikalna kombinacja cech, takich jak długość czaszki, przekraczająca o 25% długość kości udowej, oraz małe zęby bez piłkowań. Stosunek długości kości ramiennej do udowej wynosi około 0,93. Analiza filogenetyczna przeprowadzona przez autorów potwierdziła przynależność buitreraptora do Dromaeosauridae i wskazała na jego bazalną pozycję wewnątrz kladu Unenlagiinae, obejmującego również – według analizy – unenlagię i rahonawisa. Późniejsza analiza kladystyczna wskazała na bardziej zaawansowaną od rahonawisa pozycję wśród Unenlagiinae.

## Przypisy

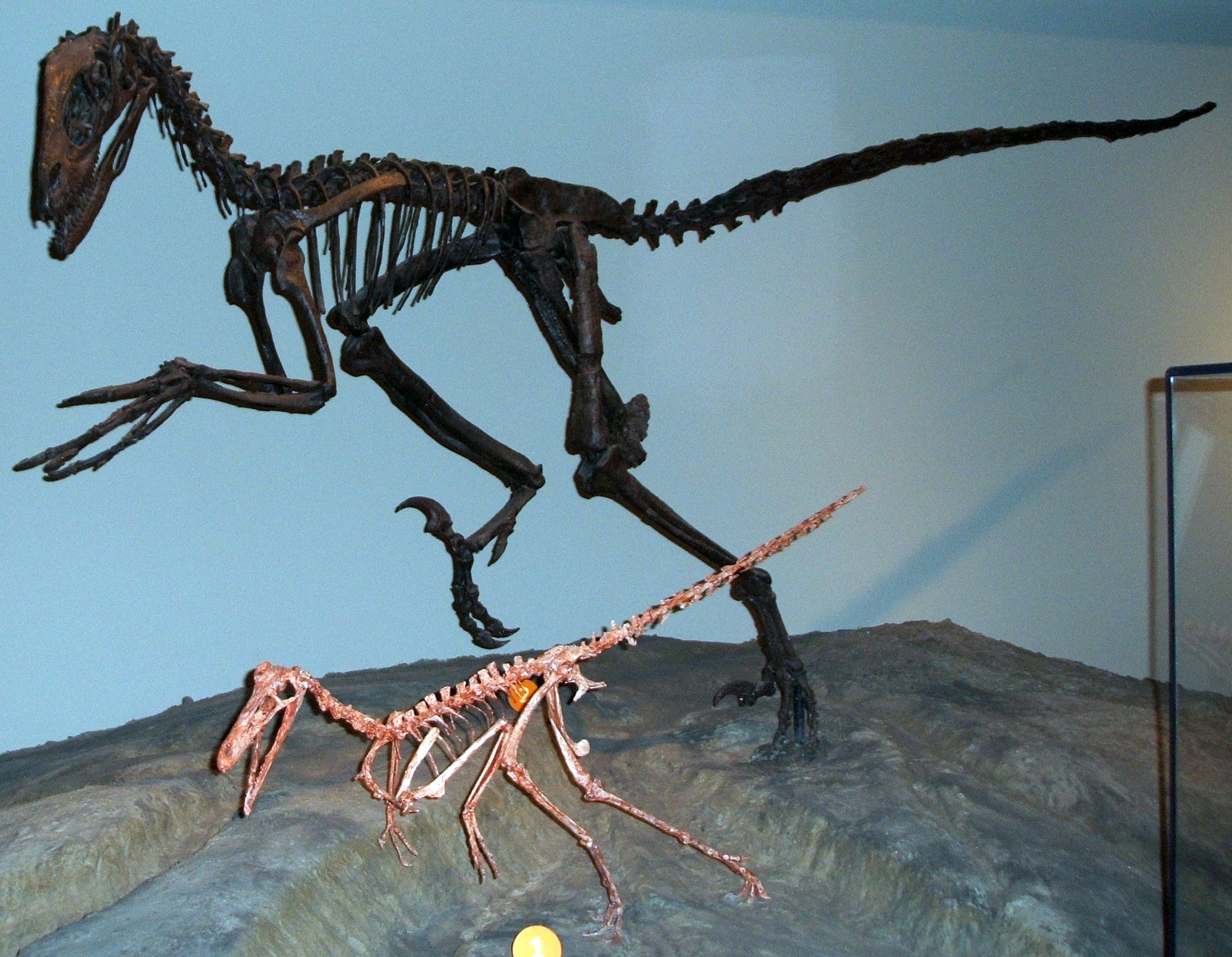
Rekonstrukcja ataku deinonycha na buitreraptora